# Nicola Corrent
Nicola Corrent (Verona, 29 marzo 1979) è un allenatore di calcio ed ex calciatore italiano, di ruolo centrocampista, allenatore del Parma primavera (U19).

## Carriera

### Giocatore

#### Club
Dopo gli esordi nelle giovanili della Polisportiva Porto San Pancrazio, viene acquistato giovanissimo dal Milan, con il quale gioca in tutte le diverse giovanili fino alla stagione 1998-99, quando viene mandato in prestito al Monza in Serie B, dove totalizza 25 presenze e dà il suo contributo alla salvezza dei brianzoli. L'anno successivo va in prestito alla Salernitana, appena retrocessa, nella quale gioca da titolare. Rimarrà a Salerno anche l'annata successiva fino al mercato di gennaio, quando passa al Siena, con la cui maglia fa registrare 13 presenze.
A fine stagione passa a titolo definitivo al Como, dove contribuisce alla vittoria del campionato ed alla conseguente conquista della Serie A. La stagione successiva milita così in massima serie, totalizzando 21 partite ed una rete (contro la Lazio). Dopo la retrocessione passa al Modena, ancora in Serie A; in Emilia però non trova spazio e, dopo appena 3 presenze, viene ceduto a gennaio alla Ternana, con la quale sfiora la promozione in Serie A. L'anno successivo passa al Napoli, che era appena retrocesso in C1, per poi tornare alla Ternana per la stagione 2005-2006. Gli umbri terminano l'annata con una retrocessione e Nicola resta a Terni anche in Serie C1. Nel mercato di gennaio viene ceduto al Verona.
Il 13 agosto 2009 viene acquistato dal Lecco in Lega Pro Prima Divisione.
Nell'estate 2010 si accasa alla Carrarese in Seconda Divisione, segnando il rigore decisivo nel 2-0 contro il Prato nella finale dei play-off, regalando agli azzurri la promozione in Prima Divisione.In totale con la maglia giallo-azzurra totalizza 85 presenze e 8 goal, compresi play-off e play-out.
Nell'agosto 2013 torna a Verona firmando un contratto per la Virtus Verona, terzo club professionistico della città. Il 10 dicembre 2013 annuncia tramite il suo profilo Facebook il suo ritiro dal calcio professionistico, specificando che continuerà a giocare in Prima Categoria insieme al fratello.

#### Nazionale
Ha vestito le maglie di tutte le rappresentative Nazionali giovanili. Nel biennio 1999-2001 ha fatto parte della Nazionale Under 21, totalizzando 10 presenze ed una rete, realizzata il 1º giugno 2001 contro la Georgia Under-21.

### Allenatore
Dopo il ritiro dal calcio giocato, Corrent intraprende la carriera di allenatore, occupandosi, a partire dal 18 agosto 2014, della squadra juniores dell'Albaronco, formazione veneta di Prima Categoria.
Il 1º giugno 2016 viene scelto da Fabio Pecchia come suo vice alla guida dell'Hellas Verona; con loro, gli scaligeri conquistano il secondo posto in campionato e, di conseguenza, la promozione diretta in Serie A. Nonostante le dimissioni di Pecchia al termine della stagione successiva, in seguito alla nuova retrocessione del Verona, Corrent rimane all'interno della società veneta, assumendo l'incarico di allenatore della formazione Under-17.
Nel luglio 2019 gli viene affidata la guida della formazione Primavera, che nella prima stagione porta fino alla finale della Coppa Italia di categoria, poi vinta dalla Fiorentina. Nell'annata 2020-2021, invece, Corrent riesce a condurre i giovani scaligeri alla vittoria del proprio girone e, di conseguenza, alla promozione in Primavera 1. Quindi, nella stagione seguente, la sua squadra conquista la salvezza, concludendo al nono posto.
Anche in seguito a questi risultati, il 25 maggio 2022 Corrent viene ufficialmente ingaggiato dal Mantova, militante in Serie C, andando così a sostituire Maurizio Lauro e a ricoprire il suo primo incarico alla guida di una prima squadra. Almeno inizialmente, la scelta viene criticata da una parte della tifoseria locale, soprattutto per ragioni campanilistiche: infatti sia le città, sia le rispettive squadre di Mantova e Verona sono storicamente divise da una grande rivalità. Dopo una stagione altalenante, viene esonerato il 20 febbraio 2023, con la squadra al 17º posto in classifica.
Nell'ottobre del 2023, entra a far parte dello staff tecnico di Filippo Inzaghi alla Salernitana, in Serie A.
Nel luglio 2024 diviene allenatore della formazione Primavera U19 del Parma.

## Statistiche

### Statistiche da allenatore
Statistiche aggiornate al 20 febbraio 2023. 
| Stagione        | Squadra         | Campionato      | Campionato | Campionato | Campionato | Campionato | Coppe nazionali | Coppe nazionali | Coppe nazionali | Coppe nazionali | Coppe nazionali | Coppe continentali | Coppe continentali | Coppe continentali | Coppe continentali | Coppe continentali | Altre coppe | Altre coppe | Altre coppe | Altre coppe | Altre coppe | Totale | Totale | Totale | Totale | % Vittorie | Piazzamento |
| Stagione        | Squadra         | Comp            | G          | V          | N          | P          | Comp            | G               | V               | N               | P               | Comp               | G                  | V                  | N                  | P                  | Comp        | G           | V           | N           | P           | G      | V      | N      | P      | %          | Piazzamento |
| --------------- | --------------- | --------------- | ---------- | ---------- | ---------- | ---------- | --------------- | --------------- | --------------- | --------------- | --------------- | ------------------ | ------------------ | ------------------ | ------------------ | ------------------ | ----------- | ----------- | ----------- | ----------- | ----------- | ------ | ------ | ------ | ------ | ---------- | ----------- |
| 2022-feb. 2023  | Mantova         | C               | 28         | 8          | 7          | 13         | CI-C            | 2               | 1               | 1               | 0               | -                  | -                  | -                  | -                  | -                  | -           | -           | -           | -           | -           | 30     | 9      | 8      | 13     | 30,00      | Eson.       |
| Totale carriera | Totale carriera | Totale carriera | 28         | 8          | 7          | 13         |                 | 2               | 1               | 1               | 0               |                    | -                  | -                  | -                  | -                  |             | -           | -           | -           | -           | 30     | 9      | 8      | 13     | 30,00      |             |

## Palmarès

### Giocatore

#### Competizioni nazionali
- Campionato italiano di Serie B: 1

Como: 2001-2002

### Allenatore

#### Competizioni giovanili
- Campionato Primavera 2: 2

Verona: 2020-2021 (girone A)
Parma: 2024-2025 (girone A)